# Parti progressiste serbe
Le Parti progressiste serbe (en serbe cyrillique : Српска напредна странка ; en serbe latin : Srpska napredna stranka ; en abrégé : SNS) est un parti politique serbe libéral-conservateur, à la fois nationaliste et pro-européen. Il a été re-fondé en 2008 par Tomislav Nikolić et a son siège à Belgrade ; il est actuellement dirigé par Miloš Vučević.

## Historique

### Création

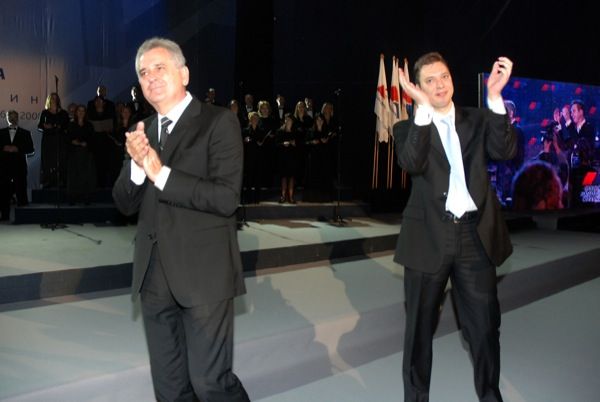
Tomislav Nikolić (gauche) et Aleksandar Vučić (droite) lors du congrès fondateur du SNS.

Le parti reprend le nom du parti historique fondé au XIXe siècle avec pour but unique le progrès en s'inspirant des institutions qui fonctionnent bien en Europe de l'Ouest, tout en gardant de bons rapports avec la Turquie. Celui-ci arrive au pouvoir sous la direction de Stojan Novaković, écrivain et homme politique serbe du XIXe siècle, qui est d'ailleurs considéré par le parti comme son membre fondateur. Le 1er novembre, jour de l'anniversaire de ce dernier, est fêté par le SNS moderne,,.
Le 24 septembre 2008, à peine quatre mois après la tenue des élections législatives, Tomislav Nikolić, vice-président du Parti radical serbe (SRS) et chef de facto du parti du fait de l'emprisonnement du président Vojislav Šešelj, annonce sa décision de fonder le Parti progressiste serbe, avec un groupe de députés dissidents. Il fait savoir, deux semaines plus tard, qu'Aleksandar Vučić, ancien ministre de l'Information et figure du SRS, sera son vice-président.
Le congrès fondateur du SNS se tient, à Belgrade, le 22 octobre suivant, et voit la confirmation des deux dirigeants. Le parti affirme alors sa volonté d'être « un pont entre l'Est et l'Ouest, pour être fiers d'être le meilleur partenaire de la Russie et membres de l'Union européenne ».

### Vie du parti
Nikolić quitte la tête du parti le 24 mai 2012 à la suite de son élection en tant que président de la république de Serbie ; Aleksandar Vučić devient alors président par intérim. Le 29 septembre 2012, Vučić est officiellement élu président du parti et Jorgovanka Tabaković vice-présidente.
En décembre 2012, le Parti populaire  de l'ancien maire de Novi Sad Maja Gojković, exclu de la coalition Régions unies de Serbie, fusionne avec le SNS.
Le Parti progressiste serbe entretient des liens de coopération avec le Parti de la liberté d'Autriche et Russie unie. Le 24 avril 2013, les représentants du SNS à l'Assemblée parlementaire du Conseil de l'Europe ont rejoint le groupe du Parti populaire européen (PPE). Le SNS adhère formellement au PPE en 2016.

### Activités électorales

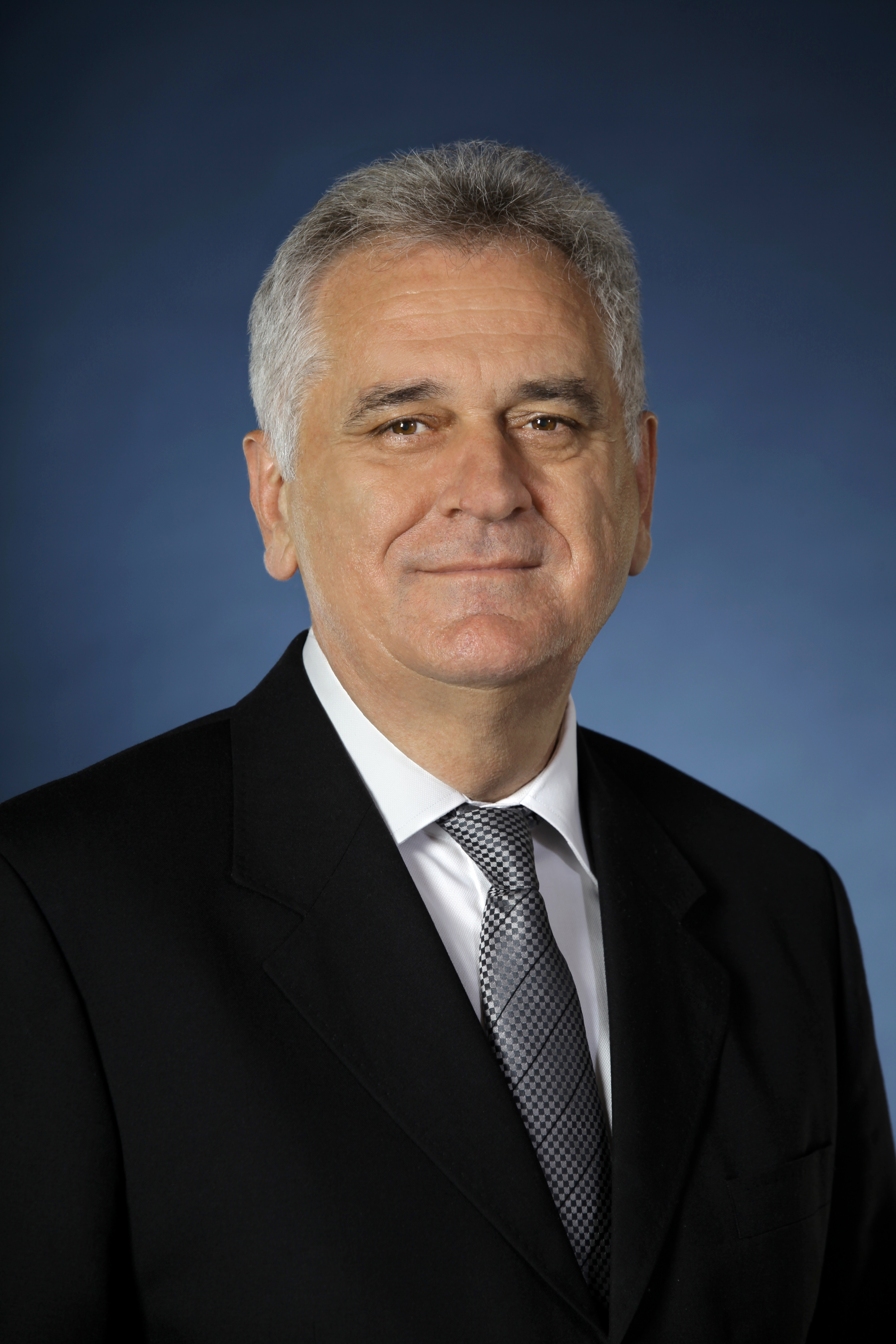
Tomislav Nikolić, portrait officiel du président de la République.

Lors des élections locales partielles qui se déroulent le 8 juin 2009 dans deux municipalités de la ville de Belgrade, Zemun et Voždovac, le SNS arrive en tête, devant la coalition « Pour une Serbie européenne », emmenée par le Parti démocrate (DS) du président de la République Boris Tadić, avec 29,8 % des voix et 32,9 % des voix, respectivement.
Lors des élections générales serbes de mai 2012, Tomislav Nikolić a organisé et animé la coalition Donnons de l'élan à la Serbie ; il s'est lui-même présenté à l'élection présidentielle et a été élu avec 49,54 % des voix, l'emportant ainsi sur Boris Tadić (47,31 %). Aux élections législatives, la coalition a remporté 73 sièges sur 250 à l'Assemblée nationale, dont 53 sièges pour le seul Parti progressiste et 65 sièges pour l'ensemble de son groupe parlementaire.
Lors du scrutin de 2014, le parti l’emporte avec 48 % des voix, ce qui lui donne une confortable majorité pour mener à bien ses projets : une réforme de l'économie, la réduction d'un secteur public pléthorique et l'entrée de la Serbie dans l'Union européenne.
Le parti contrôle sous la présidence d'Aleksandar Vučić tous les leviers du pouvoir. Elle dispose de la majorité absolue au Parlement national et à l’assemblée de la province autonome de Voïvodine. Au niveau municipal, grâce à un réseau d'alliances, seulement quatre communes sur les 170 de Serbie échappent, en 2020, à son administration. La quasi-totalité des médias, tant publics que privés, sont dirigés par des proches du pouvoir. En protestation contre cette domination sans partage, les partis d'opposition décident de boycotter les élections législatives de 2020.

## Principales propositions
Dans ses statuts, le Parti progressiste serbe se fixe dix objectifs majeurs. Outre la lutte contre la corruption, il insiste sur la préservation de l'unité territoriale de la Serbie. Il affirme ainsi que son but est que la Serbie adhère à l'Union européenne (UE) avec le Kosovo comme partie de son territoire. Le SNS s'engage à respecter les droits de l'homme, les droits des minorités, à soutenir la diaspora présente en ex-Yougoslavie, à former un État de droit stable, développer une économie forte, investir dans l'agriculture pour relancer l'activité économique, protéger l'environnement conformément à l'intérêt des citoyens, créer un État de justice sociale, assurer l'égalité des chances, réaliser un développement régional et une décentralisation équilibrés. Il proclame par ailleurs la neutralité militaire, rejetant donc toute intégration dans l'OTAN, la Serbie devant disposer d'une armée forte et professionnalisée.

## Résultats électoraux

### Élections présidentielles
| Année | Candidat         | 1er tour  | 1er tour | 1er tour | 2e tour   | 2e tour | 2e tour |
| Année | Candidat         | Voix      | %        | Place    | Voix      | %       | Rang    |
| ----- | ---------------- | --------- | -------- | -------- | --------- | ------- | ------- |
| 2012  | Tomislav Nikolic | 979 216   | 26,22    | 2e       | 1 552 063 | 51,16   | 1er     |
| 2017  | Aleksandar Vučić | 2 012 788 | 56,01    | 1er      |           |         |         |
| 2022  | Aleksandar Vučić | 2 224 914 | 60,01    | 1er      |           |         |         |

### Élections législatives
| Année | Tête de liste    | Voix      | %     | Sièges    | Gouvernement                                |
| ----- | ---------------- | --------- | ----- | --------- | ------------------------------------------- |
| 2012  | Tomislav Nikolic | 940 659   | 24,05 | 58 / 250  | Dačić                                       |
| 2014  | Aleksandar Vučić | 1 736 920 | 48,35 | 128 / 250 | Vučić I                                     |
| 2016  | Aleksandar Vučić | 1 823 147 | 48,25 | 93 / 250  | Vučić II (2016-2017), Brnabić I (2017-2020) |
| 2020  | Ana Brnabić      | 1 953 998 | 60,65 | 157 / 250 | Brnabić II                                  |
| 2022  | Danica Grujičić  | 1 635 100 | 42,97 | 95 / 250  | Brnabić III                                 |
| 2023  | Miloš Vučević    | 1 783 701 | 46,75 | 103 / 250 | Vučević                                     |

## Organisation

### Présidents
- Tomislav Nikolic (21 octobre 2008 - 24 mai 2012)
- Aleksandar Vučić (depuis le 24 mai 2012)

## Groupes parlementaires (2012)

### Assemblée nationale de la république de Serbie
En 2012, le groupe parlementaire du Parti progressiste serbe à l'Assemblée nationale de la république de Serbie compte 65 députés (sur 250) :
- Irena Aleksić
- Zoran Antić
- Veroljub Arsić, vice-président
- Marko Atlagić
- Zoran Babić, président
- Igor Bečić
- Nebojša Berić
- Branislav Blažić
- Zoran Bojanić
- Jelena Budimirović
- Vladimir Cvijan
- Dragan Čolić
- Milovan Drecun
- Aleksandra Đurović
- Ninoslav Girić
- Maja Gojković
- Biljana Ilić Stošić
- Bojan Jakovljević
- Milanka Jevtović Vukojičić
- Jadranka Joksimović
- Milanka Karić (PSSBK)
- Dragomir Karić (PSSBK)
- Oto Kišmarton
- Milan Knežević
- Radmilo Kostić
- Milan Kovačević
- Miodrag Linta (KUIRS)
- Saša Maksimović
- Mirjana Marjanović
- Pavle Markov
- Vesna Marković
- Predrag Mijatović
- Jelena Mijatović
- Ljiljana Miladinović
- Ljubica Mrdaković Todorović
- Mujo Muković (BNS)
- Dragan Nikolić
- Miodrag Nikolić (PPPS)
- Dušica Nikolić
- Jasmina Obradović
- Marija Obradović
- Biljana Pantić Pilja
- Mileta Poskurica
- Zoran Pralica (APPS)
- Aleksandar Radojević
- Tanja Radovanović
- Radovan Raičević
- Katarina Rakić
- Vesna Rakonjac
- Marijan Rističević (NSS)
- Mile Spirovski (DPM)
- Nebojša Stefanović
- Momir Stojanović
- Ljubiša Stojmirović
- Željko Sušec
- Srđan Šajn (RP)
- Dragan Šormaz
- Dragan Todorović (PS)
- Dragan Tomić
- Aleksandra Tomić
- Vučeta Tošković
- Katica Vijuk
- Irena Vujović
- Stefan Zankov
- Milinko Živković

### Assemblée de la province autonome de Voïvodine
À l'Assemblée de la province autonome de Voïvodine, le groupe parlementaire Donnons de l'élan à la Voïvodine, emmené par le Parti progressiste serbe dispose de 23 députés (sur 120).
- Igor Mirović, président
- Predrag Matejin, vice-président
- Darko Bađok
- Nada Bodrožić
- Milan Vlaisavljević
- Živko Vrcelj
- Dragan Vulin
- Vladimir Galić
- Predrag Ginculj
- Damir Zobenica
- Bore Kutić
- Jovan Lazarov
- Stojanka Lekić
- Đorđe Milićević
- Ljubiša Milosavljević
- Živko Nastić
- Pavle Počuč
- Laura Rajnović Evetović
- Vladimir Soro
- Savka Stratijev
- Saša Todorović
- Ladislav Tomić
- Vera Ugrčić Ilić